# Сотня (административная единица)
Со́тня (англ. hundred) — историческая административная единица в Англии, Скандинавии и некоторых регионах Соединённых Штатов Америки. Истоки названия восходят к англосаксонскому периоду истории Англии, когда данная административная единица объединяла территорию, площадь пахотных земель на которой примерно соответствовала 100 гайдам. Традиция объединения населения по сотням берёт своё начало у древних германцев, о чём свидетельствует соответствующее упоминание центений (лат. centeni) у Тацита в 98 году.

## Англия
Возникновение сотни как административной единицы англосаксонской Британии относится к IX веку. По мере усложнения английского права и совершенствования механизмов государственного управления возникла необходимость создания некоего промежуточного административного звена между деревней и племенной областью regio. Поскольку базовой экономической и фискальной единицей древнего Уэссекса была гайда, территория, соответствующая 100 гайдам, стала новой административной единицей. В самом Уэссексе площадь сотни могла составлять от 20 до 150 гайд, тогда как в Средней Англии (кроме территорий датского права), сотни были более близкими по территории.
Главным органом управления староанглийской сотни была судебная коллегия, первоначально носившая черты народного собрания. Судебная коллегия сотни решала местные судебные тяжбы, а также конфликты с центральной властью, ведала вопросами сбора налогов и других платежей королю, организовывала набор национального ополчения — фирда. Административным центром каждой сотни был королевский замок или деревня, куда стекалась продуктовая рента от крестьян, проживавших на её территории, и где располагалась резиденция представителя короля — рива, имеющего судебно-фискальные функции.

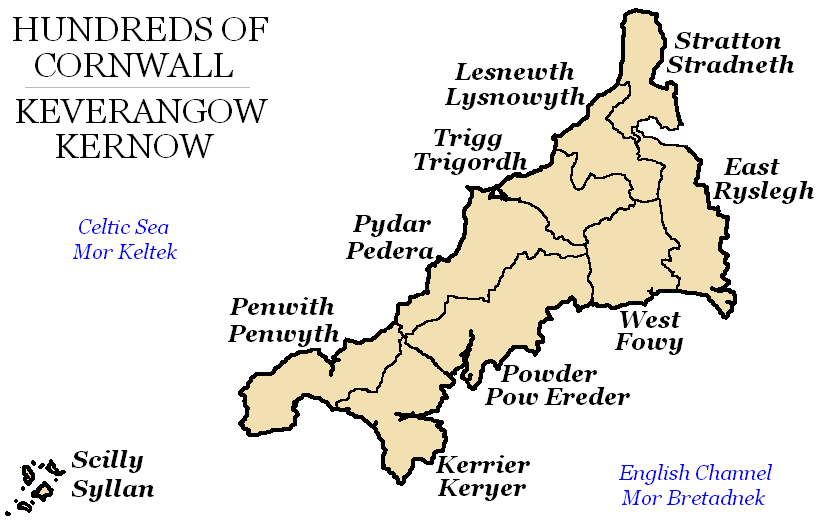
Подразделение графства Корнуолл на сотни

С X века сотни стали группироваться в графства. Причём распределение сотен по графствам резко отличалось в разных регионах страны: так, южноанглийское графство Девон подразделялось на 32 сотни, тогда как Лестершир, возникший в области датского права, включал в себя 4 сотни (позднее — 6). В отличие от системы графств, просуществовавшей лишь с небольшими изменениями со времён англосаксов до настоящего времени, сотня как административная единица не была стабильной: границы сотен периодически менялись, создавались новые и упразднялись старые округа.
Разделение графств на сотни просуществовало в Англии до XIX века, когда вместо сотен были введены избирательные округа и ряд других узко функциональных территориальных образований.

### Уэпентейк
Место сотни в административном делении восточных регионов Англии (Йоркшир, Дербишир, Лестершир, Нортгемптоншир, Ноттингемшир, Линкольншир и Ратленд) занимал уэпентейк (англ. wapentake). Это связано с тем, что в X веке, когда в остальных частях Англии формировалась система сотен, восточные области были захвачены датскими викингами и получили административное деление по скандинавскому образцу. Название «уэпентейк» восходит к древнеанглийскому «wæpentac», которое в свою очередь происходит от скандинавского «vápnatak», обозначавшего символическое потрясание оружием после принятия народным собранием викингов какого-либо решения. Первое упоминание о наличии в областях датского права административной единицы под названием «уэпентейк» относится к 962 году. Позднее уэпентейк стал выполнять те же функции, что и сотня в других частях Англии: разрешение местных судебных споров, посредничество между общинами и центральной властью, поддержание порядка и сбор налогов.

### Лэт и рейп
В Кенте существовала ещё одна административная единица, занимающая промежуточное положение между сотней и графством: лэт (англ. lathe). В «Книге Страшного суда» 1086 года упоминаются семь лэтов Кента. Очевидно, они представляли собой реликты древнего подразделения ютского королевства Кент на провинции. Лэты делились на сотни, как и в других областях Англии. Позднее кентские лэты играли существенную роль в системе распределения налогов и организации судебных учреждений Кента и просуществовали до XVII века.
Сходную с Кентом административную структуру имел Сассекс: здесь роль кентских лэтов играли рейпы (англ. rape), объединяющие несколько сотен. Всего в графстве Сассекс было шесть рейпов: Эрандел, Брамбер, Гастингс, Льюис, Певенсей и Чичестер. Хотя рейпы имели чёткие феодальные черты, будучи организованы как замковые округа для организации обороны, их название говорит о более древнем происхождении: у древних германцев существовал обычай отмечать границы земельных участков верёвками (англо-сакс.: rap; англ. rope). Каждый из сассекских рейпов имел собственного шерифа. Существует версия, что особое административное деление Сассекса возникло во время Вильгельма Завоевателя на базе более старой структуры для защиты пути из Лондона в Нормандию.

## Скандинавия

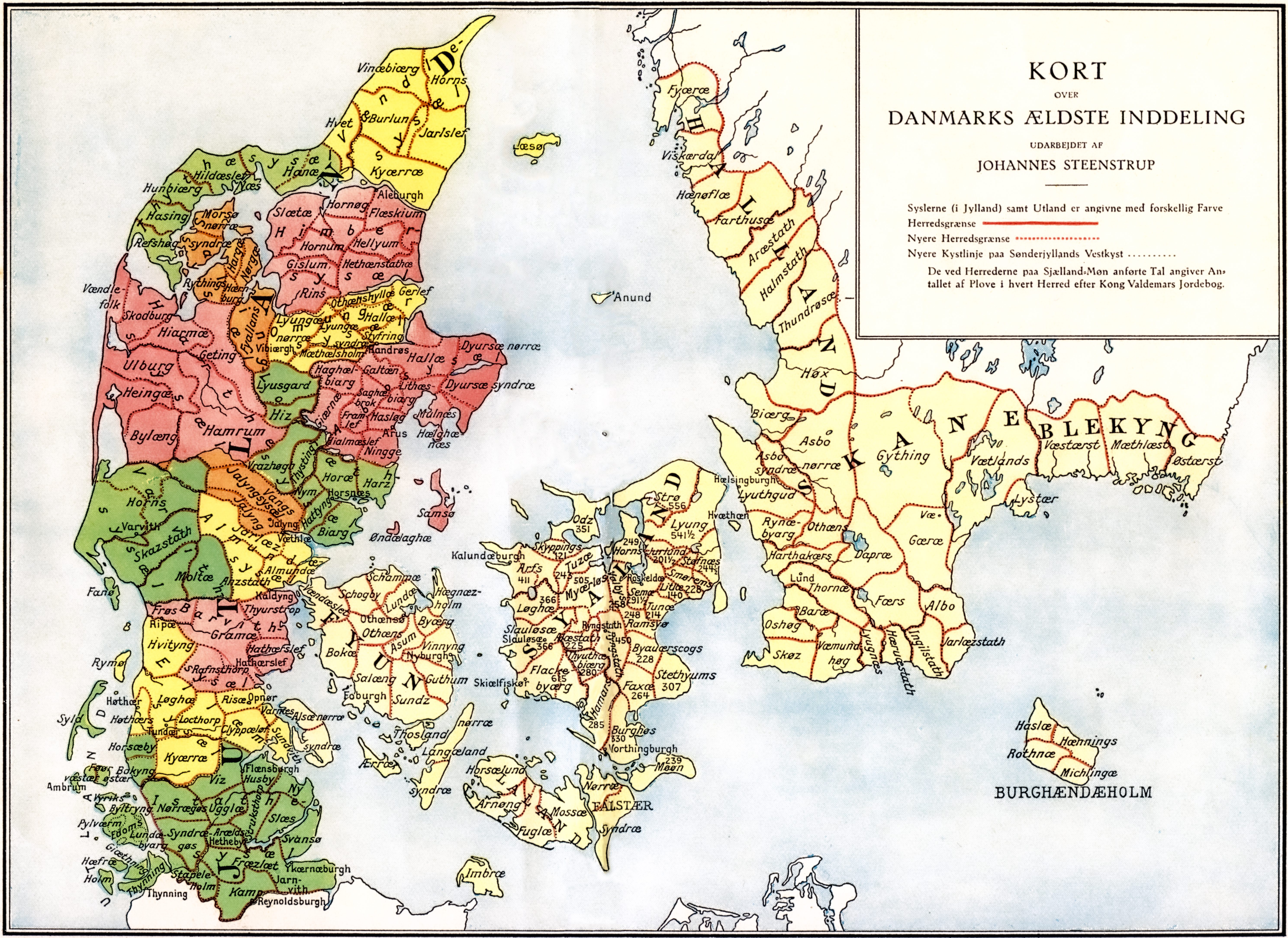
Карта средневековой Дании с обозначенными сотнями (herred; красные границы) и сислами (syssel; цветом закрашены сислы Ютландии). Четыре зеландские церковные сислы на включены.

В Свеаланде для обозначения соответствующего деления использовался термин «хундарэ» (hundare), но со временем он был вытеснен терминами härad или Herred, распространенными в остальной Скандинавии. Термин происходит от пранорвежского *harja-raiðō — военный отряд или от прагерманского *harja-raiða — военное снаряжение. Во многом подобное деления соответствует термину «скипрейд» для обозначения прибрежных областей, чьи обитатели должны были входить в лейданг, то есть снаряжать и укомплектовывать корабли.
Норрланд не делился на сотни, так как был редко населён. В современной Швеции деление на сотни не имеет административного значения.
Термин «хундарэ» до сих пор распространён в современной Финляндии. Доподлинно не известно, когда деление на сотни начало использоваться в западной Финляндии. Название провинции Сатакунта даёт основание предположить, что подобное деление могло иметь место до Северных крестовых походов, христианизации и вхождения в состав Швеции.

## Соединённые Штаты Америки
В XVII веке американские колонии Делавэр, Нью-Джерси, Мэриленд и Пенсильвания подразделялись в соответствии с английской традицией на сотни. Позднее сотня как административная единица была вытеснена графством. До XX века сотни просуществовали только в Делавэре, где они представляли собой налоговые и избирательные округа. В 1960-х годах эта система была упразднена.